# Metamorfoz Remixes
Metamorfoz Remixes is het negende muziekalbum van de Turkse zanger Tarkan. Het album kwam op 1 augustus 2008 uit in Turkije. Metamorfoz Remixes bestaat uit twee cd's. De eerste cd is een kopie van Metamorfoz, de tweede cd bevat de remixes van dit album. De Nederlandse DJ Tiësto heeft ook een bijdrage geleverd aan Metamorfoz Remixes door het nummer Pare Pare te bewerken.

## Tracklist
De dertien nummers van de tweede cd van Metamorfoz Remixes:
| #  | Origineel        | Naam Remix                       | Bewerker                      | Duur  |
| -- | ---------------- | -------------------------------- | ----------------------------- | ----- |
| 1  | Pare Pare        | Tiësto Mix                       | Tiësto                        | 11:31 |
| 2  | Vay Anam Vay     | Electrofied Mix                  | Kıvanç Kutlumuş & Omar Basaad | 5:49  |
| 3  | Arada Bir        | Be Funkee Mix                    | Levent Gündüz                 | 4:10  |
| 4  | İstanbul Ağlıyor | Hökenek Mix                      | Serkan Hökenek                | 4:54  |
| 5  | Dilli Düdük      | Suat Ateşdağlı & Yalçın Aşan Mix | Suat Ateşdağlı & Yalçın Aşan  | 4:48  |
| 6  | Vay Anam Vay     | Erdem Kınay Mix                  | Erdem Kınay                   | 4:36  |
| 7  | Dedikodu         | Ozan Doğulu Mix                  | Ozan Doğulu                   | 4:14  |
| 8  | Arada Bir        | Ozinga Mix                       | Ozan Çolakoğlu                | 4:53  |
| 9  | Vay Anam Vay     | Gürcell Mix                      | Gürsel Çelik                  | 3:57  |
| 10 | Çat Kapı         | Hökenek Mix                      | Serkan Hökenek                | 4:26  |
| 11 | Hop Hop          | Kivanch K. Gangsta Mix           | Kıvanç Kutlumuş               | 5:24  |
| 12 | Vay Anam Vay     | Elektherock Mix                  | Hüseyin Karadayı              | 5:11  |
| 13 | İstanbul Ağlıyor | Murat Matthew Erdem Mix          | Murat Matthew Erdem           | 4:24  |